# 安倍頼時
安倍 頼時（あべ の よりとき）は、平安時代の武将。陸奥国奥六郡を治めた俘囚長。孫に奥州藤原氏の初代藤原清衡がいる。初名は頼良（よりよし）。安太夫と号した。

## 経歴
陸奥大掾（陸奥権守とする説がある）であった安倍忠良の息子である。頼良（のちの頼時）の代までに奥六郡に族長制の半独立勢力を形成しており、11世紀の半ばには安倍氏が朝廷への貢租を怠る状態となった。
永承6年（1051年）には、陸奥守・藤原登任が数千の兵を出して安倍氏の懲罰を試みたため、頼良は俘囚らを動員して衣川を越えて国衙領へ侵攻し、鬼切部の戦いにおいて国府側を撃破した（前九年の役）。朝廷は源頼義を新たに陸奥守に任命して派遣するが、頼義が陸奥に赴任した翌永承7年（1052年）春、朝廷において上東門院藤原彰子の病気快癒祈願のために安倍氏に大赦が出され、頼良に関する罪も赦されることとなった。頼良は頼義と名の読みが同じことを遠慮して「頼時」と改名した。
天喜4年（1056年）、頼義が任期満了で陸奥守を辞める直前、多賀城へ帰還中の頼義軍の部下の営所を何者かが夜襲したとされ、その嫌疑人として頼義が頼時の嫡子・貞任の身柄を要求した（阿久利川事件）。頼時は頼義の要求を拒絶して挙兵し、頼義に頼時追討の宣旨が下った。
天喜5年（1057年）7月、反旗を翻した一族と見られる豪族・安倍富忠を説得するために頼時は北上したが、仁土呂志辺においてに富忠勢に奇襲を受け、流れ矢を受けて深手を負った。重傷の身で鳥海柵まで退却したが、本拠地の衣川を目前に鳥海柵で没し、貞任が頼時の跡を継いだ。
なお、『今昔物語集』等を根拠として、頼時自身は反乱の首謀者ではなく蝦夷反乱に同調しようとしたとの嫌疑が掛けられたことに伴うものである等の見解が出されている。また束稲山に桜を植えたという逸話がある。